# 伊安娜神庙

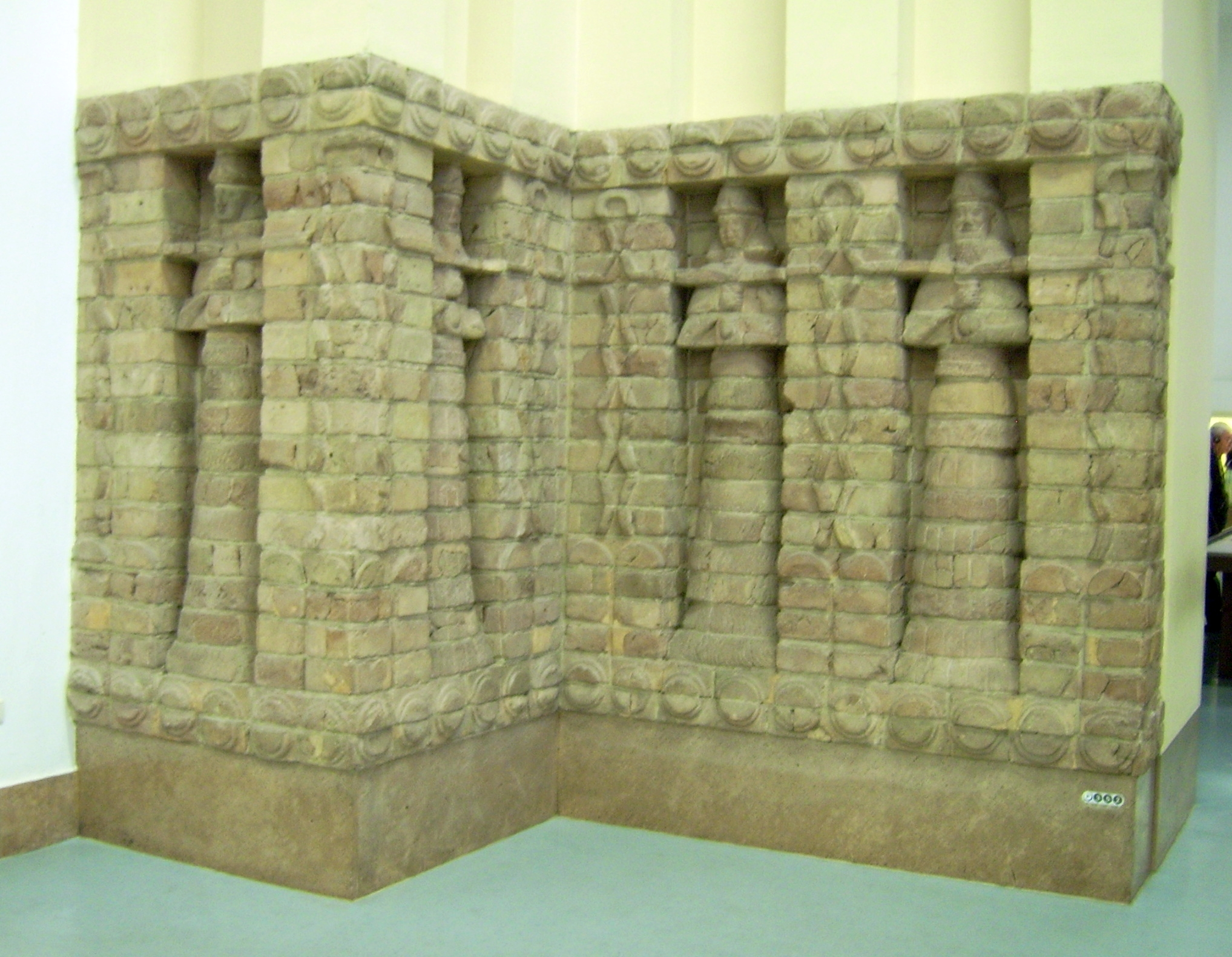
来自乌鲁克的伊南娜神殿前的一部分

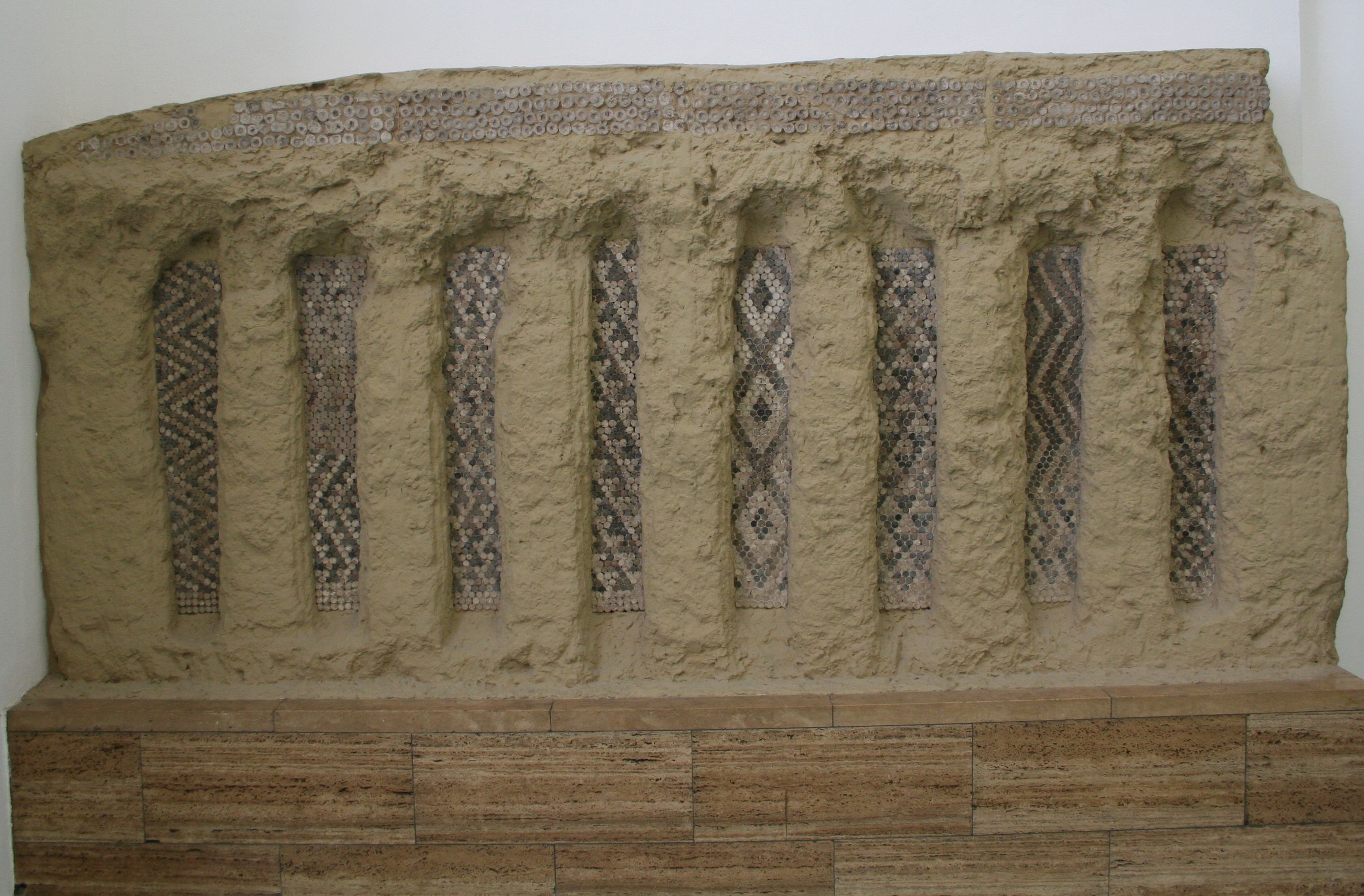
德国柏林佩加蒙博物馆的现代重建照片，在伊安娜神庙的柱子上有类似马赛克的楔形粘土装饰纹路。

E-anna（羅馬化：É-AN.NA，直译：「天堂之家」）是乌鲁克的一座古老的苏美尔神庙。被认为是伊南娜和阿努的住所，在吉尔伽美什史诗和其它地方多次提到。 在神庙中所供奉的神灵的演变，是学术研究的主题。 

## 吉尔伽美什史诗
据泥板一记载： 
他将全部的辛劳刻在一块石碑之上，
并筑起了将乌鲁克保护得密不透风的城墙，
这保卫着圣所——神圣的伊安娜神庙的城墙。